# Dernière Séance (film)
Pour les articles homonymes, voir Dernière Séance.
Pour plus de détails, voir Fiche technique et Distribution.
Dernière Séance est un film dramatique français réalisé par Laurent Achard, sorti en 2011.

## Synopsis
Sylvain, solitaire et cinéphile, tient le cinéma de quartier d'une commune de province en Saône-et-Loire et habite dans son sous-sol. À chaque fin de séances, il part en quête meurtrière nocturne.

## Fiche technique
- Titre : Dernière Séance
- Réalisation : Laurent Achard
- Scénario : Laurent Achard et Frédérique Moreau
- Photographie : Sabine Lancelin
- Montage : Jean-Christophe Hym
- Son : Xavier Griette et Mikaël Barre
- Décors : Frédéric et Frédérique Lapierre
- Costumes : Bénédicte Levraut et Lola Gadafi
- Pays d'origine :  France
- Langue : français
- Genre : drame et thriller
- Durée : 81 minutes
- Date de sortie : 7 décembre 2011

## Distribution
- Pascal Cervo : Sylvain
- Charlotte Van Kemmel : Manon
- Karole Rocher : la mère
- Austin Morel : Sylvain enfant
- Brigitte Sy : la chauffeuse de taxi
- Mireille Roussel : la femme au combi
- Corinne Lamborot : la majorette
- Noël Simsolo : M. Paul
- Francine Lorin-Blasquez : l'architecte
- Nicolas Pignon : le propriétaire du cinéma

## Projet et réalisation

### Tournage
Le film a été tourné entièrement à Paray-le-Monial (Saône-et-Loire) en octobre et novembre 2010, et son Empire Cinéma , avenue Général de Gaulle.